# Emmanuel Hutteau
Pour les articles homonymes, voir Hutteau.
Emmanuel Hutteau est un ancien footballeur professionnel français né le 10 août 1968 à Blois. Il évoluait au poste de défenseur.

## Biographie
Au cours de sa carrière professionnelle, il prend part à 155 rencontres dans le championnat de France de Division 2, ainsi qu'à 23 matchs en Division 1. 
Après avoir mis un terme à sa carrière, il choisit de devenir entraîneur et prend la tête de l'Olympique Pavillais, club de Division d'Honneur Régionale, de 2005 à 2007, avant d'entraîner l'équipe première du FUSC Bois-Guillaume au cours de la saison 2008-2009. Il entraîne ensuite l'équipe de Luneray de 2009 à 2011.
Emmanuel Hutteau retourne dans les Ardennes en 2011 et rejoint le conseil département en tant qu'éducateur sportif. En 2019, Hutteau revient en Normandie pour entraîner le JS Saint-Nicolas-d'Aliermont (R2). Puis pour la saison 2020-2021, il effectue son retour sur le banc de Pavilly (R1).
Il démissionne de son poste d'entraineur de l'Olympique Pavillais en mars 2021. Il est nommé entraîneur du FC Le Trait-Duclair en mai 2021.